# Nožaj-Jurtovskij rajon
Il Nožaj-Jurtovskij rajon (in russo Ножай-Юртовский район?) è un municipal'nyj rajon della Repubblica Autonoma della Cecenia, in Russia.